# Епине сюр Сен
Епинѐ сюр Сен (на френски: Épinay-sur-Seine) е град в Северна Франция, департамент Сен Сен Дьони в регион Ил дьо Франс. Той е град-сателит (предградие) на Париж. Разположен е на десния бряг на река Сена, на 11 km северозападно от центъра на Париж. Населението му към 2006 г. е 51 598 души.

## Личности
В Епине сюр Сен умира зоологът и политик Бернар Жермен дьо Ласепед (1756-1825).